# Mogliano Veneto

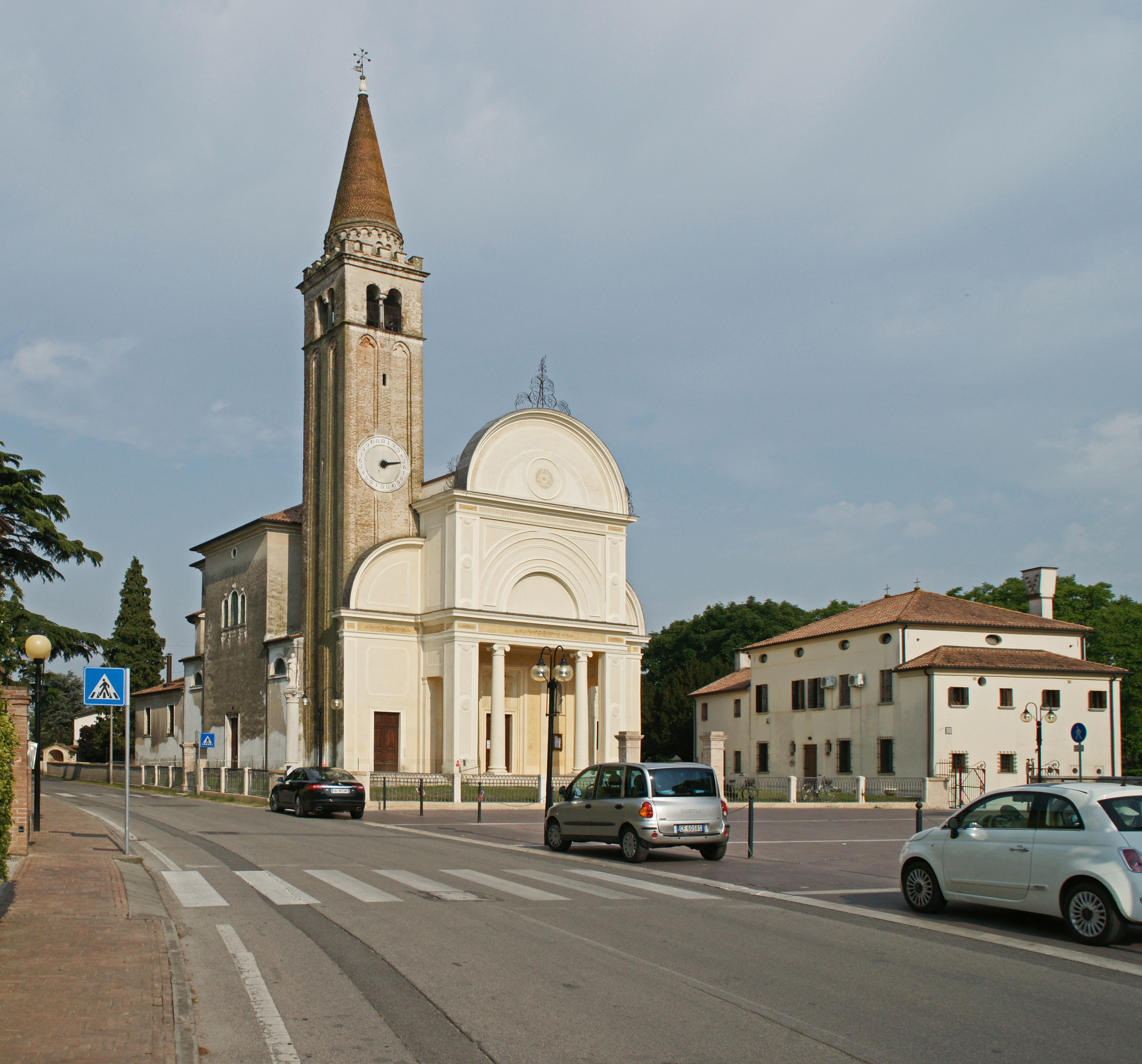
Santa Elena - Mogliano

Mogliano Veneto – miejscowość i gmina we Włoszech, w regionie Wenecja Euganejska, w prowincji Treviso.
Według danych na rok 2004 gminę zamieszkiwały 26 292 osoby, 571,6 os./km².
W miejscowości znajduje się stacja kolejowa Mogliano Veneto.